# CE Bento Gonçalves
Der Clube Esportivo Bento Gonçalves, auch bekannt unter dem Namen Esportivo de Bento Gonçalves oder einfach nur Esportivo, ist ein Fußballverein aus Bento Gonçalves im brasilianischen Bundesstaat Rio Grande do Sul.
Aktuell spielt der Verein in der vierten brasilianischen Liga, der Série D.

## Erfolge
- Staatsmeisterschaft von Rio Grande do Sul: 1979 (2. Platz)
- Staatsmeisterschaft von Rio Grande do Sul – 2nd Division: 1969, 1999, 2012
- Copa FGF: 2004

## Stadion
Der Verein trägt seine Heimspiele im Parque Esportivo Montanha dos Vinhedos in Bento Gonçalves aus. Das Stadion hat ein Fassungsvermögen von 15.269 Personen.

## Trainerchronik
Stand: 22. Juni 2021
| Trainer            | Nation    | von             | bis              |
| ------------------ | --------- | --------------- | ---------------- |
| Cristian de Souza  | Brasilien | 1. Januar 2001  | 30. Oktober 2008 |
| Luís Carlos Winck  | Brasilien | 3. Februar 2021 | 18. März 2021    |
| Rogério Zimmermann | Brasilien | 19. März 2021   | 30. März 2021    |
| Gustavo Papa       | Brasilien | 31. März 2021   |                  |
| Rogério Zimmermann | Brasilien | 28. Mai 2021    |                  |